# Bogdan Țîru
Bogdan Ionuț Țîru (ur. 15 marca 1994 w Konstancy) – rumuński piłkarz występujący na pozycji obrońcy.

## Kariera klubowa
Grę w piłkę nożną rozpoczął w wieku 9 lat w akademii klubu Farul Konstanca z rodzinnej Konstancy. W latach 2005–2009 trenował w FC Constanța oraz Elpis Constanța. Latem 2009 roku przeniósł się do nowo powstałej Academii Gheorghe Hagi, stanowiącej szkółkę piłkarską Viitorulu Konstanca. 28 maja 2011 rozegrał pierwszy mecz na poziomie seniorskim w Liga II przeciwko Delcie Tulcza (1:1). W sierpniu 2011 roku z drużyną U-17, której przewodził jako kapitan, wygrał turniej Talent Cup, na którym otrzymał wyróżnienie dla najlepszego obrońcy. W 2012 roku odbył dwa staże szkoleniowe w AFC Ajax.
30 maja 2013 Țîru zanotował kolejny występ w zespole seniorów, debiutując w Liga I w przegranym 3:4 meczu z CS Turnu Severin. W rundzie jesiennej sezonu 2013/14 grał na wypożyczeniu w trzecioligowym klubie FC Voluntari, gdzie rozegrał 1 spotkanie w ramach Pucharu Rumunii. Po powrocie do Viitorulu został włączony do składu pierwszej drużyny i rozpoczął regularne występy. W lutym 2015 roku został mianowany kapitanem zespołu. 16 czerwca tego samego roku w trakcie gry dla reprezentacji Rumunii U-21 doznał kontuzji kolana, po której zmuszony był przejść operację i czteromiesięczną rekonwalescencję. W styczniu 2016 roku został ponownie wypożyczony na okres jednej rundy do FC Voluntari, dla którego rozegrał 14 spotkań w rumuńskiej ekstraklasie. W lipcu 2016 roku w barwach Viitorulu zadebiutował w europejskich pucharach w meczu z KAA Gent (0:5) w kwalifikacjach Ligi Europy. W sezonie 2016/17 wywalczył mistrzostwo Rumunii, natomiast w sezonie 2018/19 zdobył puchar oraz superpuchar kraju. 
W lutym 2020 roku został wykupiony przez Jagiellonię Białystok prowadzoną przez Iwajło Petewa, z którą podpisał czteroletni kontrakt. 16 lutego zadebiutował w Ekstraklasie w zremisowanym 0:0 spotkaniu przeciwko Koronie Kielce.

## Kariera reprezentacyjna
W latach 2010–2016 był kapitanem młodzieżowych reprezentacji Rumunii w kategorii U-17, U-19 oraz U-21. 15 listopada 2016 zadebiutował w seniorskiej reprezentacji Rumunii w towarzyskim meczu z Rosją (0:1) w Groznym.

## Życie prywatne
Od stycznia 2020 roku żonaty z Aną Mariną Țîru z d. Petroșanu.

## Sukcesy
Viitorul Konstanca
- mistrzostwo Rumunii: 2016/17
- Puchar Rumunii: 2018/19
- Superpuchar Rumunii: 2019